# غلامرضا نویدی
غلامرضا نویدی (زاده ۱۳۴۶ شهربابک) نمایندهٔ دورهٔ دوازدهم مجلس شورای اسلامی از حوزهٔ انتخابیهٔ شهربابک در استان کرمان است که با کسب ۱۸۳۰۲ رای به مجلس شورای اسلامی راه پیدا کرد.
وی پیش تر سرپرست فرمانداری شهربابک، مدیرکل دفتر مدیریت عملکرد، بازرسی و امور حقوقی استانداری کرمانو مدیرکل امور مالی و اداری استانداری کرمان بود.